# The Meg
The Meg er en science fiction actionfilm fra 2018 instrueret af Jon Turteltaub baseret på en manuskript af Dean Georgaris, Jon Hoeber og Erich Hoeber, der igen er løst baseret på romanen Meg: A Novel of Deep Terror (1997) af Steve Alten. På rollelisten er Jason Statham, Li Bingbing, Rainn Wilson, Ruby Rose, Winston Chao og Cliff Curtis. Den omhandler en gruppe videnskabsfolk, der møder en 23 m lang megalodon haj mens de er på en redningsmission på stillethavets bund.
Walt Disney Studios købte oprindeligt filmrettighederne til romanen i 1990'erne, men filmen tilbragte herefter adskillige år i development hell. Rettighederne endte hos Warner Bros. Pictures, og filmen fik grønt lys i 2013. Turteltaub og mange af de medvirkende havde skrevet kontrakt i september 2014. Optagelserne begyndte i oktober 2016 og varede indtil januar 2017, og foregik i New Zealand og Kina.
The Meg blev udgivet i USA d. 10. august 2018. Filmen modtog blandede anmeldelser, men var en succes blandt publikum, hvor den indspillede for over $530 mio. mod et budget på $130 mio. En efterfølger, Meg 2: The Trench, blev udgivet i 2023, hvor Georgaris og Hoeber-brødrene vendte tilbage på produktionsholdet, mens Statham, Curtis, Sophia Cai og Page Kennedy gentog deres roller.

## Medvirkende
- Jason Statham som Jonas Taylor
- Li Bingbing som Dr. Suyin Zhang
- Rainn Wilson som Jack Morris
- Cliff Curtis som James "Mac" Mackreides
- Winston Chao som Dr. Minway Zhang
- Sophia Cai som Meiying Zhang
- Ruby Rose som Jaxx
- Page Kennedy som DJ
- Robert Taylor som Dr. Heller
- Ólafur Darri Ólafsson som "The Wall"
- Jessica McNamee som Lori
- Masi Oka som Toshi

## Eksterne Henvisninger
- The Meg på Internet Movie Database (engelsk)
- The Meg på Filmdatabasen
- The Meg i Svensk Filmdatabas (svensk)
- The Meg på AlloCiné (fransk)
- The Meg på MovieMeter (nederlandsk)
- The Meg på AllMovie (engelsk)
- The Meg på Turner Classic Movies (engelsk)
- The Meg på The Movie Database (engelsk)
- The Meg på Rotten Tomatoes (engelsk)
- The Meg på Metacritic (engelsk)